# Waalse verdienste

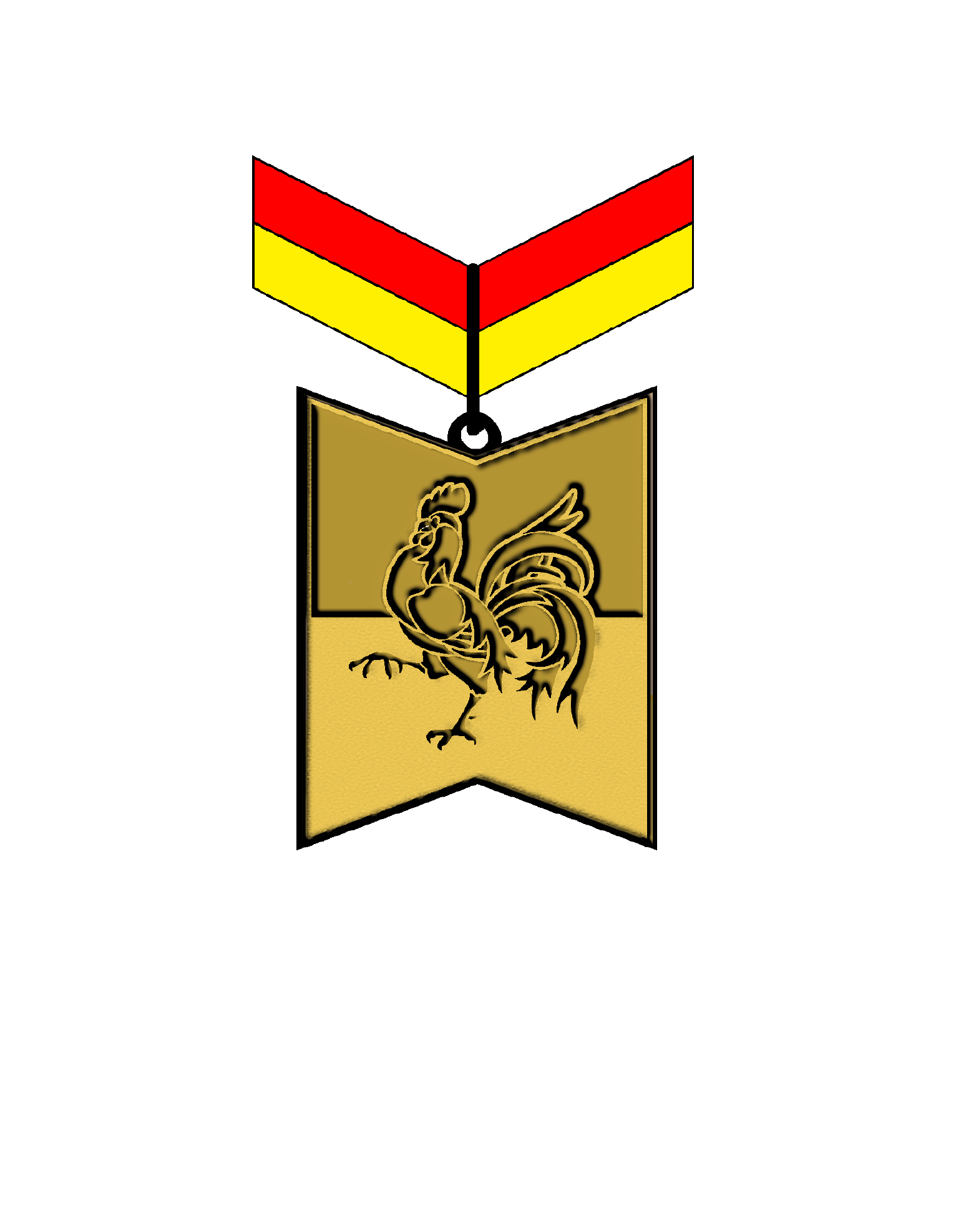
Insigne van het ereteken van commandeur van de Waalse verdienste

De Waalse verdienste (Frans: Mérite wallon) is een orde van Verdienste, ingesteld met decreet van 31 maart 2011 door de Waalse Regering en vanaf 2011 uitgereikt op het Feest van het Waalse Gewest (derde zondag van september) in het Elysette in Namen. Met de eretekens worden verdienstelijke personen onderscheiden "die dankzij hun werk belangrijk zijn voor het imago van Wallonië". Na de uitreikingen van 2016 waren reeds 214 personen of instellingen geëerd.
De Waalse verdienste kent vier rangen: medaille, ridder, officier en commandeur.

## Commandeur
- 2011:
  - Luc en Jean-Pierre Dardenne, filmregisseurs
  - Justine Henin, tennisster
  - Hervé Hasquin, politicus en historicus
  - Guy Spitaels, politicus
  - Jean Stéphenne, hoogleraar en zakenman
  - Lise Thiry, wetenschapper en politicus
  - Jean-Pascal van Ypersele, fysicus en klimatoloog
- 2012:
  - François Bovesse (postuum), politicus
  - Fernand Dehousse (postuum), politicus
  - Jules Destrée (postuum), politicus
  - André Renard (postuum), vakbondsman
  - Jean Rey (postuum), politicus
  - Freddy Terwagne (postuum), politicus
  - Olivier De Schutter, jurist
  - Franco Dragone, regisseur
  - François Englert, fysicus
  - Michèle George, ruiter
- 2015:
  - Salvatore Adamo, zanger
- 2016:
  - Nafissatou Thiam, zevenkampster (ze was eerst ridder sinds 2014)

## Officier
- 2011
  - Santiago Calatrava, architect
  - Armel Job, schrijver
  - Jean Louvet, schrijver
  - Yves du Monceau de Bergendal, zakenman en politicus
- 2012
  - Élie Baussart (postuum), vakbondsman en Waals militant
  - Auguste Buisseret (postuum), politicus
  - Alfred Califice (postuum), politicus en Waals militant
  - André Cools (postuum), politicus en Waals militant
  - Léonie de Waha (postuum), feministe, filantroop
  - Julien Delaite (postuum), politicus en Waals militant
  - Marie Delcourt (postuum), historicus en Waals militant
  - Paul Gahide (postuum),  politicus en Waals militant
  - Léopold Genicot (postuum),  historicus en Waals militant
  - André Genot (postuum),  vakbondsman en Waals militant
  - Léon-Ernest Halkin (postuum),  historicus en Waals militant
  - Pierre Harmel (postuum),  politicus
  - Jacques Leclercq (postuum), priester, theoloog en Waals militant
  - Jules Mahieu (postuum),  priester en Waals militant
  - Fernand Massart (postuum),  politicus en Waals militant
  - Joseph-Jean Merlot (postuum),  politicus
  - Albert Mockel (postuum), schrijver
  - Paul Pastur (postuum), politicus
  - Félix Rousseau (postuum),  historicus en Waals militant
  - Fernand Schreurs (postuum),  politicus en Waals militant
  - Léon Troclet (postuum),  politicus
  - Georges Truffaut (postuum),  politicus
  - François Van Belle (postuum), politicus en Waals militant
  - Jacques Yerna (postuum), vakbondsman en Waals militant
  - Lionel Cox, sportschutter
  - Michel Daerden (postuum), politicus
  - Eric Domb, zakenman
  - Bernard Foccroulle, componist en musicus
  - Marie Gillain, actrice
  - Arthur Haulot (postuum), verzetsstrijder en dichter
  - Jean-Émile Humblet, politicus
  - Christian Jourquin, zakenman
  - Roger Lallemand, politicus
  - Albert Liénard (postuum), politicus
  - Gabriel Ringlet, schrijver en hoogleraar
  - Jean-Michel Saive, tafeltennisser
  - Bernard Serin, zakenman
- 2013
  - Jacques Hoyaux, politicus en Waals militant
  - Joseph Michel, politicus
  - François Walthéry, striptekenaar en scenarist
  - Museum van het Waalse Leven
- 2014
  - François Maniquet, econoom en hoogleraar
  - Steven Laureys, neuroloog en hoogleraar
  - Daniel Van Buyten, voetballer
  - Pino Cerami, wielrenner
  - Valmy Féaux, politicus en Waals militant
  - Guy Lutgen, politicus
  - Serge Kubla, politicus en Waals militant
- 2015:
  - Ingrid Berghmans, judoka
  - Ducasse van Aat en de Ducasse van Bergen
  - David Goffin, tennisser
  - Sabine Laruelle, politicus
  - Roger Leloup, striptekenaar en scenarist
  - Louis Namèche (postuum), politicus en Waals militant
  - Willy Peers (postuum), arts en militant voor abortus
- 2016:
  - Jean Defraigne (postuum), politicus en Waals militant
  - John-John Dohmen, hockeyer
  - Simon Gougnard, hockeyer
  - Jean-Pierre Hansen, zakenman
  - Steve Houben, musicus
  - Bouli Lanners, acteur en regisseur
  - Chantal Mouffe, politicoloog en hoogleraar
  - Tchantchès, folkloristisch personage
  - Texas A&M-universiteit
- 2017
  - Guy Harpigny, bisschop van Doornik

## Ridder
- 2012:
  - Charline Van Snick, judoka
- 2013:
  - Charles Gardier, politicus
  - Jacques Mercier, schrijver
- 2014:
  - Françoise Gillard, actrice
  - Melanie De Biasio, zangeres
  - Nafissatou Thiam, zevenkampster (ze werd in 2016 verheven tot commandeur)
  - Jean Nicolay (postuum), voetballer
- 2015:
  - Vinciane Despret, filosoof en hoogleraar
- 2016:
  - Alice on the Roof, zangeres
  - Joachim Gérard, tennisser
  - Michaël Gillon, astronoom